# 钱庙乡
钱庙乡，是中华人民共和国安徽省淮南市凤台县下辖的一个乡镇级行政单位。

## 行政区划
钱庙乡下辖以下地区：
钱庙村、刘楼村、米吴村、陈圩村、关庄村、圩西村、岭头村、长郢村、张池村、曹洼村、郑楼村、翟庙村、张楼村、高庄村、先庄村和中南村。